# Corrado dal Fabbro
Corrado dal Fabbro (n. 4 august 1945, Pieve di Cadore, Veneto, Italia – d. 29 martie 2018, Milano, Italia) a fost un bober ce a reprezentat Italia, medaliat olimpic. A participat la o ediție a Jocurilor Olimpice (1972) în care a câștigat o medalie de argint.

## Participări
Lista de mai jos prezintă principalele competiții la care a participat Corrado dal Fabbro de-a lungul carierei.
- bobsleigh at the 1972 Winter Olympics[*]